# Tetrachroa
Tetrachroa is een geslacht van vlinders uit de onderfamilie Smerinthinae van de familie pijlstaarten (Sphingidae).

## Soorten
- Tetrachroa edwardsi (Olliff, 1890)